# 笹谷遼平
笹谷 遼平（ささたに りょうへい、1986年6月14日 - ）は日本の映画監督、カメラマン。

## 経歴
1986年京都府向日市に生まれる。2004年同志社大学文学部哲学科へ進学し、映画製作に明け暮れながらエロティシズムを学ぶ。卒業論文は『エロティシズムと生及び死について』。2008年上京。2017年「お還り」で伊参スタジオ映画祭 審査員賞受賞、劇映画「カミカゼという名の塹壕」でMy Rode Reel 2017 Best Japanese賞受賞。2018年「黄金」で第18回伊参スタジオ映画祭シナリオ大賞受賞。

## 人物・エピソード
- 『橋の上の娘』（1999年　パトリス・ルコント監督作品）で衝撃を受け映画を見ることに目覚めた。
- ニットアーティストのatricot（アトリコット）こと笹谷史子は実姉。

## 主な活動

### 監督・監修・編集
- DVD『昭和聖地巡礼 〜秘宝館の胎内〜』（2007年8月）
- フリーペーパー『MEIKO』（2009年7月～12月）
- DVDマガジン『メイコグ』
  - 第1号 「ファニーフェイスの哭き哥（なきうた）」（2010年5月）
  - 第2号 「蝋塊独歩」（2010年11月）
  - 第3号 「すいっちん -バイブ新世紀-」（2011年5月）
- スペースシャワーTV『ナンダコーレ-Nandacoole-』（2011年10月～）
- 短編映画『カミカゼという名の塹壕』（2017年）
- ドキュメンタリー映画『馬ありて』（2019年）
- 長編劇映画『山歌（サンカ）』（2022年）

### 執筆
- 「さらば秘宝館」『アサ芸Secret! vol2』（2008年12月　徳間書店）　ISBN 9784872572896

### 受賞歴
・短編劇映画『カミカゼという名の塹壕』（My Rode Reel (オーストラリア)Best Japanese賞）を受賞（2017）
・シナリオ『お還り』伊参スタジオ映画祭審査員奨励賞（2017）
・ シナリオ『黄金』（のちの『山歌（サンカ）』）伊参スタジオ映画祭シナリオ大賞受賞（2018）
・長編劇映画『山歌（サンカ）』大阪アジアン映画祭JAPAN CUTS賞を受賞（2022）